# Alexander Morsey

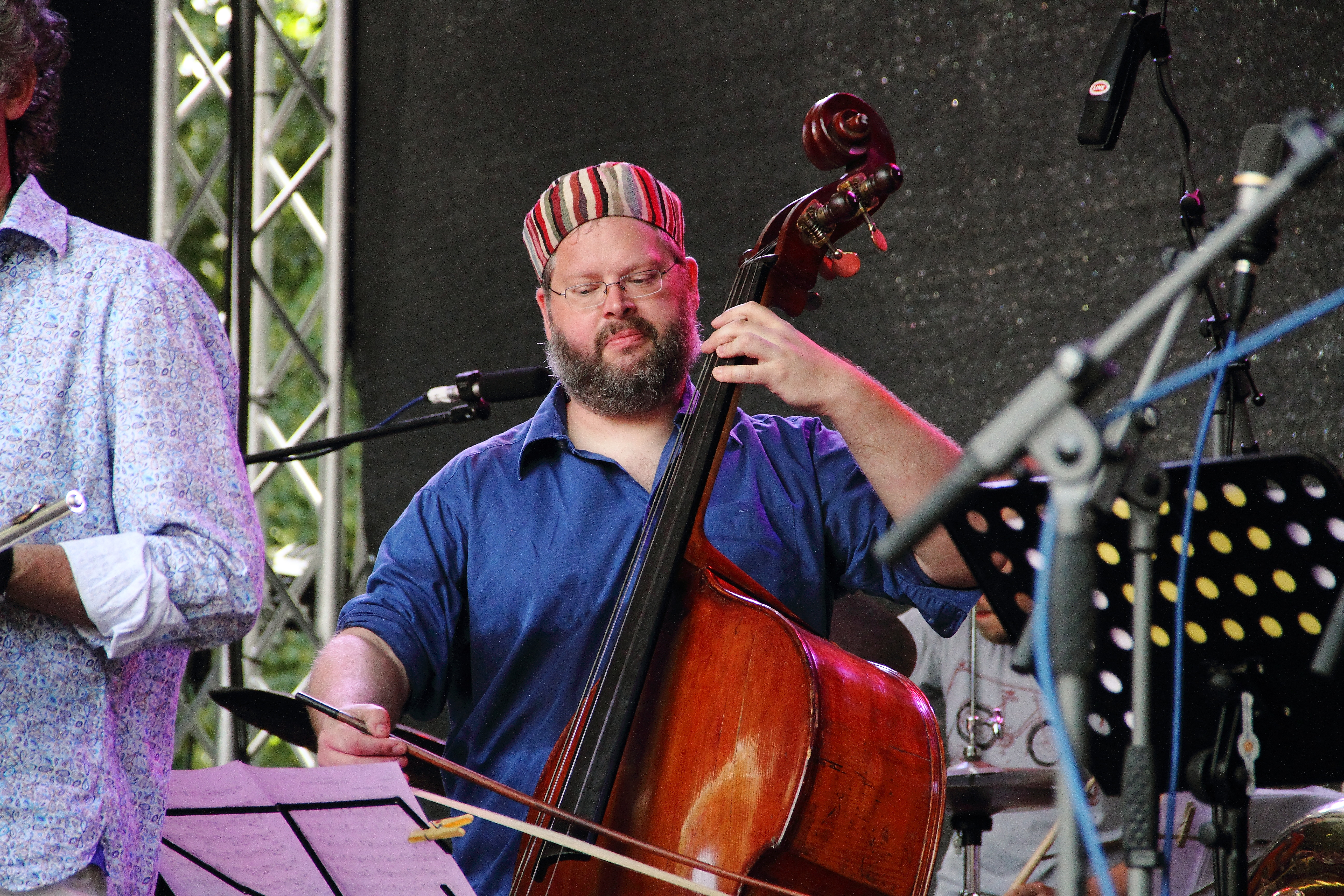
Alexander Morsey (Rudolstadt 2016)

Alexander Morsey (* 11. Dezember 1973 in Münster, Westfalen) ist ein deutscher Jazzmusiker (Kontrabass, auch Tuba, Komposition).

## Leben und Wirken
Morsey, der mehrfach bei Jugend jazzt erfolgreich war, wurde Mitglied des Landesjugendjazzorchesters NRW und später des Bundesjazzorchesters. Von 1995 bis 2000 studierte er an der Folkwang-Hochschule Essen bei Gunnar Plümer und John Goldsby, wo er anschließend eine Lehrtätigkeit ausübte. Am Stadttheater Münster übernahm er 2006/07 die musikalische Leitung von „Shockheaded Peter“. 
Morsey absolvierte internationale Tourneen und Gastspiele mit Matthias Schriefls Bands Shreefpunk und Six, Alps & Jazz. Weiterhin war er Mitglied von Un Tango Más, der Gruppe Disguise und Jan Klares Formationen 7 und The Dorf. Mit diesen und anderen Bands hat er mehr als 20 CDs eingespielt. Auch arbeitete er mit Clark Terry, Herb Geller, Ack van Rooyen, Norma Winstone, Uli Beckerhoff, Silvia Droste, Wolfgang Engstfeld, Wolfgang Schlüter, Leszek Zadlo, Wolfgang Lackerschmid, Stefanie Schlesinger, Peter Rühmkorf, Christian Brockmeier, Susanne Riemer und Ulita Knaus.

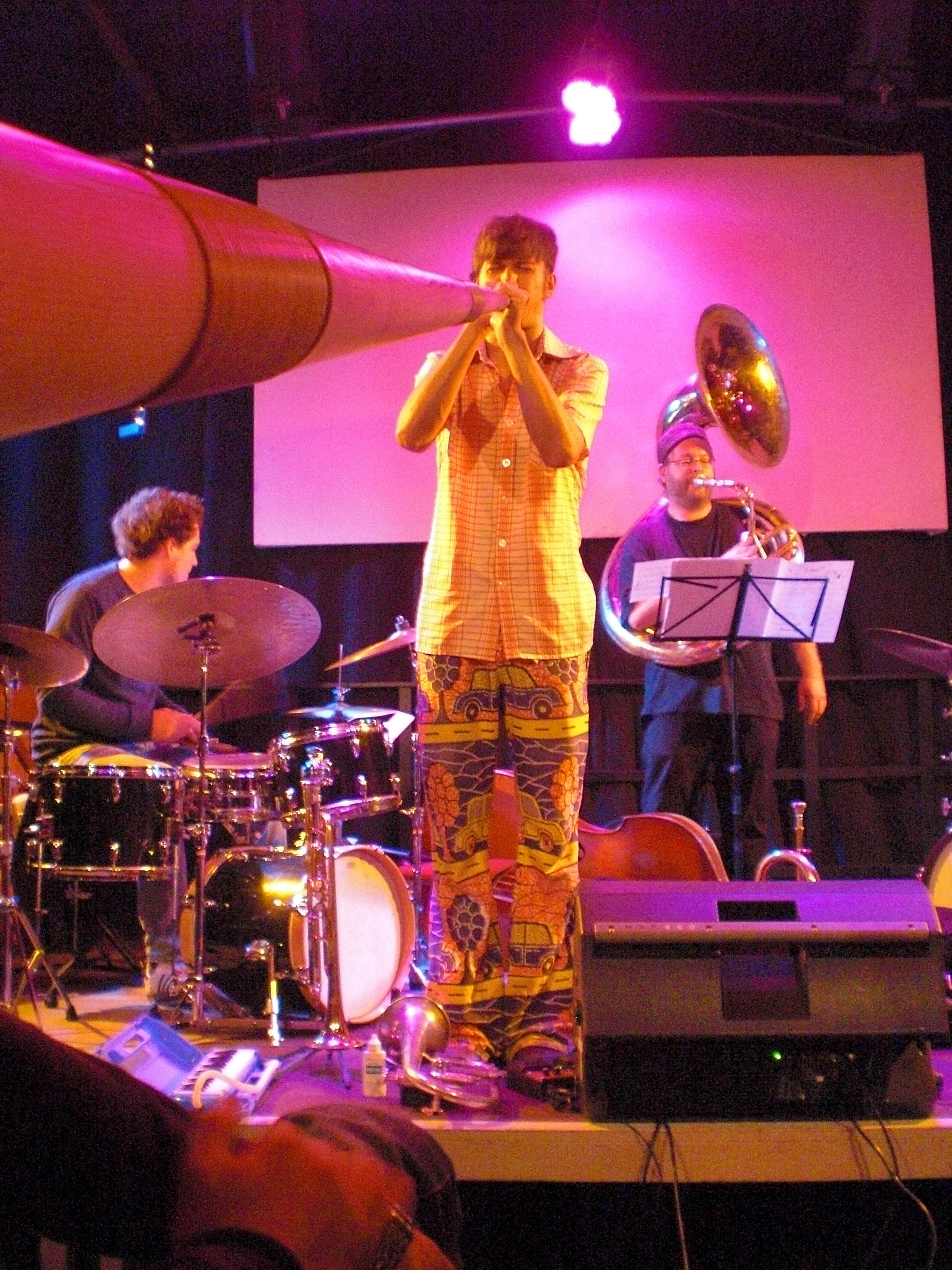
Alexander Morsey (rechts an der Tuba) mit Matthias Schriefl (Mitte) und Silvio Morger (links) 2011

## Diskographische Hinweise
- Lutz Wichert To Everything He Does
- Joachim Raffel In Motion (Preisträger Jazzpodium Niedersachsen)
- Heiner Kleinjohann Ancora
- Ritter Rost macht Urlaub (2000)
- Ritter Rost hat Geburtstag (2001)
- Ritter Rost feiert Weihnachten (2003)
- Caligari Hellweg Suite (2003)
- Un Tango Más Esperatango (2007)
- Jan Klare The Dorf (2009)
- Stephan Mattner & Syntax: Syntax (Konnex Records, 2009)
- Vadim Neselovskyi, Bodek Janke, Alexander Morsey: Bez Granitz Trio Studio Konzert (Neuklang, 2013)
- Matthias Schriefl Trio: Im Himmel (Himpsl Records, 2014)
- The Yellow Snow Crystals (Paul Hubweber, Simon Camatta, Gerhard Horriar, Martin Verborg, Jens Düppe, Peter Eisold, Dominik Mahnig, Hansjörg Schall, Werner Hupperts): Live (Paul Hubweber, 2017)
- Kaleidoskop (Christian Hammer, Alexander Morsey, Dimitrij Markitantov, Fetih Ak) Search for Beauty (Unit Records 2017)
- Matthias Schriefl Moving Krippenspielers Vol. 1 (Resonando, Oktober 2019)
- Eurasians Unity Eurasians Unity (Enja/Yellowbird 2018)

## Lexikalische Einträge
- Jürgen Wölfer: Jazz in Deutschland. Das Lexikon. Alle Musiker und Plattenfirmen von 1920 bis heute. Hannibal, Höfen 2008, ISBN 978-3-85445-274-4.